# Chott Boul
Chott Boul ist eine Küstenniederung in Mauretanien. Sie befindet sich in der Aftout es Saheli, einer entlegenen und rund 120000 Hektar großen Region zwischen dem Mündungsgebiet des Senegal und der mauretanischen Hauptstadt Nouakchott. Die Küstenniederung ist gelegentlich von Meerwasser überflutet, wenn Wellen während atlantischer Stürme die Dünen überspülen, die die Niederung vom Atlantik trennt. Früher überflutete gelegentlich auch Hochwasser des Senegals diese Region. Heute geschieht dies nur noch, wenn Dämme am Flussoberlauf geöffnet werden.
Das Gebiet befindet sich im Besitz des mauretanischen Staates und unterliegt der Ramsar-Konvention. Es unterliegt ansonsten keinem weiteren Schutzmaßnahmen. Bedeutsam ist die Küstenniederung vor allem für Flamingos. Rosaflamingos brüten hier in den wenigen Jahren, in denen ein niedriger Wasserstand in der Küstenniederung besteht. 1986 wurden hier 150 Nester gezählt, 1987 wurde eine Crèche mit 4.500 Jungvögeln beobachtet. Es ist außerdem die einzige Stelle in Westafrika, an der bislang ein Brutversuch von Zwergflamingos nachgewiesen werden konnte. 

## Belege
1. ↑   Alan Johnson und Frank Cézilly: The Greater Flamingo. T & AD Poyser, London 2007, ISBN 978-0-7136-6562-8, S. 234

Koordinaten: 16° 36′ 0″ N, 16° 26′ 0″ W